# توتونگ (شهر)
توتونگ (به لاتین: Tutong) یک شهرک در برونئی است که در منطقه توتونگ واقع شده‌است.